# Odontognophos temperata
Odontognophos temperata là một loài bướm đêm trong họ Geometridae.